# Sokal (hromada)
Sokal – hromada miejska w rejonie szeptyckim obwodu lwowskiego Ukrainy. Siedzibą hromady są Sokal.
Hromadę utworzono w ramach reformy decentralizacji w 2020 r.  w ramach decentralizacji.

## Miejscowości hromady
W skład hromady wchodzi 1 miasto, 1 osiedle typu miejskiego i 58 wsi.

- Sokal – miasto, siedziba hromady
- Żwirka – osiedle typu miejskiego
- Bobiatyn
- Bodziaczów
- Bojanice
- Borek
- Chorobrów
- Cieląż
- Fusów
- Hanówka
- Hatowice
- Horbków
- Huta
- Ilkowice
- Kniaże
- Komarów
- Konotopy
- Kopytów
- Ksawrówka
- Leszczatów
- Leszczków
- Łubów
- Łuczyce
- Matów
- Mianowice
- Nuśmice
- Opulsko
- Perespa
- Peretoki
- Perwiatycze
- Piaseczno
- Poturzyca
- Rawszczyzna
- Rojatyn
- Romosz
- Rusin
- Sawczyn
- Skomorochy
- Smyków
- Spasów
- Starogród
- Steniatyn
- Suchowola
- Szarpańce
- Szpikłosy
- Szychtory
- Świtarzów
- Tartaków
- Trudolubiwka
- Tudorkowice
- Uhrynów
- Ulwówek
- Waręż
- Wełyke
- Wojsławice
- Wolica
- Zabuże
- Załyżnia
- Zawisznia
- Zubków